# Bob Bell
Bob Bell (ur. 10 kwietnia 1958 w Belfaście) – były szef Renault F1 Team, aerodynamik, absolwent Inżynierii Lotniczej na Uniwersytecie Królowej w Belfaście. Od 1 kwietnia 2011 jest szefem technicznym w Mercedes GP.

## Życiorys
Karierę w Formule 1 rozpoczął w McLarenie, gdzie pracował jako aerodynamik w latach 1982–1988, a przez następne dwa lata kierował zespołem badawczo-rozwojowym.
W 1997 dołączył do teamu Benetton, gdzie zajmował stanowisko starszego aerodynamika do 1999, kiedy to przeniósł się do zespołu Jordan, zostając dyrektorem działu technologii pojazdów.
W 2001 Bell został powołany na stanowisko zastępcy dyrektora technicznego Renault. W 2003, po odejściu Mike’a Gascoyne’a do Toyoty, został dyrektorem technicznym. Po odejściu Flavio Briatore i Pata Symondsa po ujawnieniu tzw. afery singapurskiej, Bell dodatkowo przejął obowiązki szefa ekipy. 1 grudnia 2009 zespół poinformował, że Bell zostanie zastąpiony na stanowisku dyrektora technicznego przez Jamesa Allisona, z kolei w styczniu 2010 nowym szefem ekipy został Éric Boullier, wybrany przez spółkę Genii Capital, której Renault odsprzedało większość udziałów. Bellowi powierzono obowiązki koordynatora działów projektowego i produkcyjnego z ekipą wyścigową. 6 października 2010 opuścił zespół.